# Amthof 8 (Alsfeld)

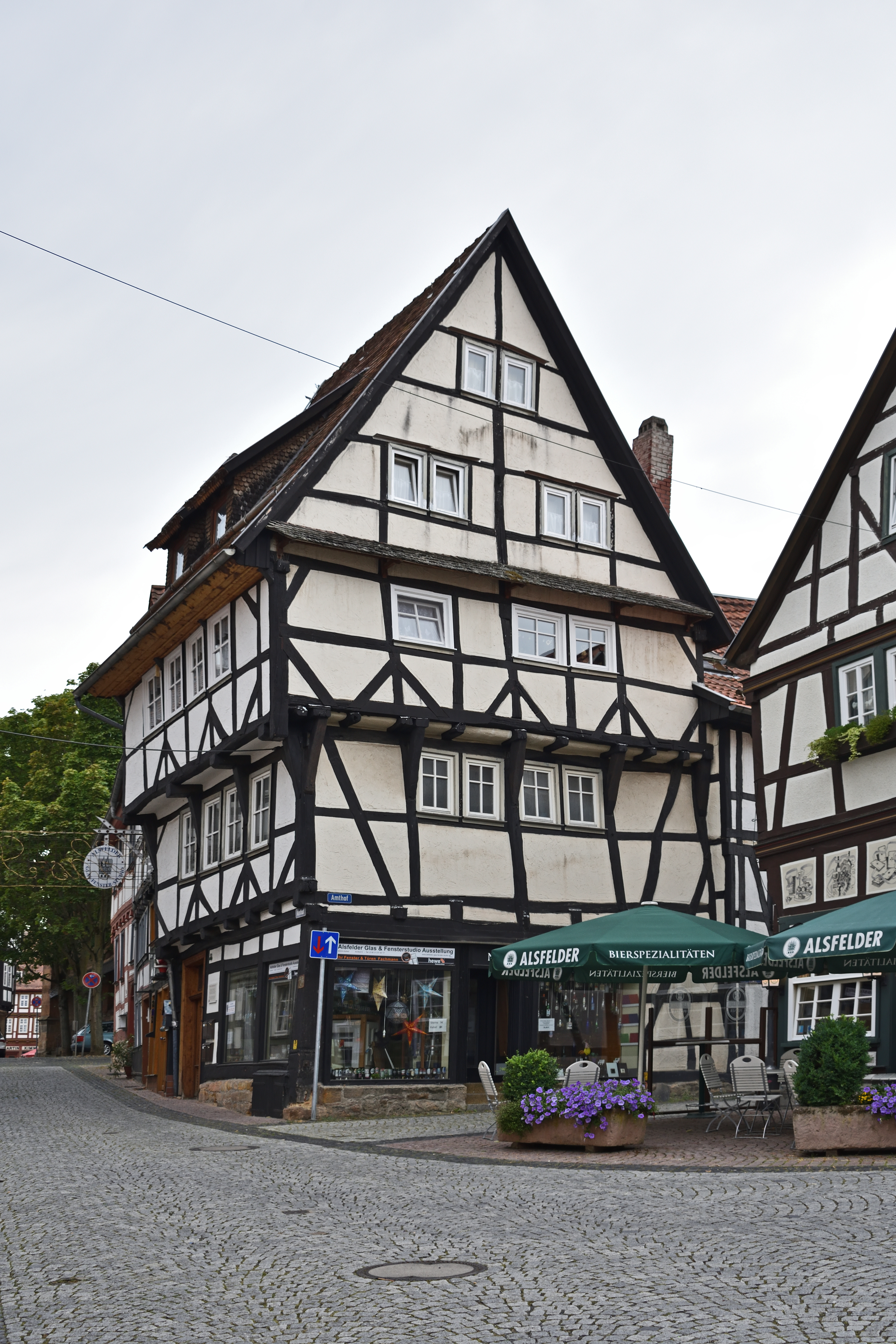
Haus Amthof 8 in Alsfeld

Das Gebäude Amthof 8 in Alsfeld, einer Stadt im Vogelsbergkreis in Hessen, wurde dendrochronologisch in das Jahr 1430 datiert. Das Wohnhaus an einer Straßenecke ist ein geschütztes Kulturdenkmal.
Das dreigeschossige Fachwerkhaus in Rähmbauweise mit beidseitigen Geschossvorsprüngen, die von Knaggen und Bügen unterfangen werden, hat an der Ecke eine Hängesäule. 
Die Ständer und Stiele (senkrecht stehende Balken) des Obergeschosses werden von aufgeblatteten Streben in Längsrichtung versteift. Das steile Satteldach ist eine Firstsäulenkonstruktion.